# 高格斯台庙
高格斯台庙，位于内蒙古自治区正蓝旗，是一座藏传佛教格鲁派寺院。

## 简介
高格斯台庙位于原察哈尔盟境内，是当年察哈尔盟知名的寺庙之一。根据1935年的统计，正蓝旗的伊合布尔汗庙、高格斯台庙等8座寺庙共有喇嘛五百一十七人。